# Takecallis assumentus
Takecallis assumentus är en insektsart som beskrevs av Ge-Xia Qiao och G.-x. Zhang 2004. Takecallis assumentus ingår i släktet Takecallis och familjen långrörsbladlöss. Inga underarter finns listade i Catalogue of Life.